# Línea 281 (Buenos Aires)
La Línea 281 es una línea de colectivos de la provincia de Buenos Aires. Une Quilmes con Lanús. Es operada por la empresa Compañía de Ómnibus 25 de Mayo S. A., también prestataria de las líneas 239, 278, 293 y 323, y de las comunales 585 y 586.

## Recorrido

### Ramal L: Quilmes - Lanús
- Quilmes: Desde Avenida Cervantes y Calle 27 por Avenida Cervantes, Avenida Otamendi, Mozart, Brandsen, Cevallos, Alberdi, Alvear, Conesa, Av. Hipólito Yrigoyen, Pres. Juan Domingo Perón, Aristóbulo del Valle, Corrientes, Av. Vicente López, Av. 12 de Octubre, Camino Gral. Belgrano, Av. Tomás Flores.

- Lomas de Zamora: Av. Eva Perón, Caaguazú.

- Lanús: Gral. Pinto, Av. Eva Perón, Córdoba, Gral. Guido, Anatole France, Pres. Illia, Basavilbaso, Margarita Weild, 29 de Septiembre hasta Estación Lanús.

## Incidentes y ceses de actividades
- 21 de agosto de 2017: Uno de los pasajeros que viajaba a bordo de uno de los colectivos de la línea (interno 117) fue detenido por la policía en un control policial realizado en el Camino General Belgrano. El preso era un hombre de 36 años que tenía un pedido de captura por cargos de robo activo desde noviembre de 2015.[1]

- 22 de diciembre de 2017: Un colectivo de la línea se quedó parado de forma cruzada y en medio de la intersección de las calles San Martín y Garibaldi, en el centro de Quilmes, generando como consecuencia un importante congestionamiento del tránsito en esa zona.[2]